# موغل‌پوره
موغل‌پوره (به انگلیسی: Mughalpura) یک منطقهٔ مسکونی در پاکستان است که در ناحیه لاهور واقع شده‌است.